# Karin Lohr
Karin Lohr (* 1954) ist eine deutsche Soziologin und ehemalige Hochschullehrerin der Humboldt-Universität zu Berlin. Sie hatte am Institut für Sozialwissenschaften die Professur für „Soziologie der Arbeit und Geschlechterverhältnisse“ inne.

## Leben
Karin Lohr studierte Wirtschaftswissenschaften und Soziologie an der Humboldt-Universität zu Berlin und schloss 1977 ihr Diplomstudium ab. Zwischen 1977 und 1980 führte sie dort ihr Forschungsstudium weiter, gefördert mit einem Promotionsstipendium und promovierte schließlich 1980 mit ihrer Dissertation mit dem Titel „Die Rolle der Leiter bei der Einbeziehung der Produktionsarbeiter in die Gestaltung ihrer Arbeitsbedingungen“.
Zwischen 1980 und 1985 war sie wissenschaftliche Assistentin und ist seit 1988 unbefristet wissenschaftliche Mitarbeiterin am Institut für Soziologie der Humboldt-Universität, nachdem sie zwischen 1985 und 1988 mit einem Habilitationsstipendium ihre Aspirantur abgeschlossen hatte.
Zwischen 1992 und 1993 nahm sie ihre erste Lehrstuhlvertretung an der Friedrich-Alexander-Universität Erlangen-Nürnberg wahr.
Ab 2011 war sie Mitherausgeberin des Berliner Journals für Soziologie.

## Würdigung
Um ihr langjähriges Engagement für das Institut für Sozialwissenschaften (ISW) und dessen Studenten zu würdigen, vergibt das ISW seit 2023 den Karin-Lohr-Preis für die beste Abschlussarbeit der Bachelor- und Master-Absolventen des jeweiligen Jahrgangs.

## Werke (Auswahl)

### Monographien
- Die Rolle der Leiter bei der Einbeziehung der Produktionsarbeiter in die Gestaltung ihrer Arbeitsbedingungen. Dissertation, Berlin 1980.
- mit Iris Peinl, Kristiane Jornitz: Organisations- und Geschlechtersoziologie. Theoretische Brücken und empirische Einsichten zur Einführung von Gender Mainstreaming in die Verwaltung. Dietz Verlag, Berlin 2005. ISBN 978-3-320-02901-2.
- mit Thorsten Peetz, Romy Hilbrich: Bildungsarbeit im Umbruch. Zur Ökonomisierung von Arbeit und Organisation in Schulen, Universitäten und in der Weiterbildung. Ed. Sigma, Berlin 2013, ISBN 978-3-8360-8749-0.

### Herausgeberschaften
- mit Ingrid Artus, Renate Liebold, Evelyn Schmidt, Rudi Schmidt, Udo Strohwald: Betriebliches Interessenhandeln. Zur politischen Kultur der Austauschbeziehungen zwischen Management und Betriebsrat in der ostdeutschen Industrie. Band 2. VS Verlag für Sozialwissenschaften, Wiesbaden 2001 ISBN 978-3-663-01148-4.
- mit Hildegard Nickel: Subjektivierung von Arbeit – riskante Chancen. Westfälisches Dampfboot, Münster 2005 ISBN 978-3-89691-218-3.